# Rio Covaşniţa
O Rio Covaşniţa é um rio da Romênia, afluente do Ruscova, localizado no distrito de Maramureş.